# 3976 Lise
3976 Lise este un asteroid din centura principală, descoperit pe 6 mai 1983 de Norman Thomas.